# Бандура Анатолій Іванович
Анато́лій Іва́нович Банду́ра (24 серпня 1946 — 22 березня 2005) — народний депутат України 1-го скликання.

## Біографія
Народився 24 серпня 1946 року, в селі ? Донецької області, УРСР в сім'ї робітників. Українець, освіта вища, інженер-судноводій, провідний спеціаліст по управлінню, закінчив Ленінградське вище інженерне морське училище, Академію народного господарства при Раді Міністрів СРСР.
Начальник Азовського морського пароплавства, Маріуполь.
18 березня 1990 року обраний народним депутатом України, 2-й тур 62.46 % голосів, 8 претендентів.
Входив до групи «Промисловці».
- Донецька область
- Маріупольський-Приморський виборчий округ № 138
- Дата прийняття депутатських повноважень: 15 травня 1990 року.
- Дата припинення депутатських повноважень: 10 травня 1994 року.

Член Комісії ВР України з питань економічної реформи і управління народним господарством.
Нагороджений орденом «Знак Пошани».
Був одружений, мав дітей.
Убитий 22 березня 2005 року. Похований в Києві на Биківнянському кладовищі.